# Републикански път III-8612
Републикански път IIІ-8612 е третокласен път, част от Републиканската пътна мрежа на България, преминаващ изцяло по територията на Смолянска област, Община Чепеларе. Дължината му е 3,6 km.
Пътят се отклонява надясно при 40,1 km на Републикански път III-861 североизточно от прохода Рожен, на билото на Переликско-Преспанския дял на Западните Родопи, насочва на север и след 3,6 km завършва при Национална астрономическа обсерватория - Рожен.